# Polecie
Polecie – przejściowa termiczna pora roku między termicznym latem a termiczną jesienią, występująca w strefie klimatu umiarkowanego.
Za polecie przyjmuje się okres roku na styku termicznego lata i jesieni, w którym średnie dobowe temperatury powietrza wahają się pomiędzy 15 a 10 °C. Za początek termicznej jesieni na terenie Polski uznaje się okres gdy średnia dobowa temperatury waha się między 5 a 10 °C.